# Bala Devi
Ngangom Bala Devi (Manipur, 2 febbraio 1990) è una calciatrice indiana attaccante dello Sreebhumi.

## Carriera
Il 30 gennaio 2020 firma un contratto di 18 mesi con i Rangers, diventando la prima calciatrice indiana a firmare un contratto professionistico.

## Palmarès

### Club
- Indian Women's League: 1

Eastern Sporting Union: 2016-2017

### Nazionale
- SAFF Women's Championship: 3

2010, 2014, 2016
- Giochi sud asiatici: 3

2010, 2016, 2019